# 아르테미시닌
아르테미시닌(artemisinin), 혹은 청호소(靑蒿素) 및 그 반합성 파생물들은 열대열원충으로 인한 말라리아에 대항하기 위해 사용되는 약물들을 두루 가리키는 말이다. 1972년 중국의 과학자 투유유가 발견했으며 이 발견으로 2015년 의학노벨상을 공동 수상하였다. 아르테미시닌 파생물(아르테미시닌 결합 치료, ACT)을 동반한 치료는 현재 P. falciparum 말라리아에 대해 전 세계적으로 표준 치료법이다. 아르테미시닌은 중의학에서 다루는 약초의 하나인 개똥쑥(Artemisia annua)이라는 식물에서 분리한 것이다. 전구적 혼합물은 유전공학처리된 효모를 사용하여 생성할 수 있으며 이는 식물을 사용하는 것에 비해 훨씬 더 효율적이다.
화학적으로 아르테미시닌은 흔치 않은 유기 페록사이드 브리지를 포함하는 세스키테르펜 락톤이다. 이 엔도페록시드 1,2,4-트리옥산 링은 이 약물의 동작을 책임한다. 이러한 페록시드 브리지를 갖춘 그 밖의 천연 화합물들은 거의 알려져 있지 않다.
아르테미시닌과 그 파생물들은 말라리아 및 기생충병 감염 치료에 사용되고 있다. 다른 약물에 비해 기생충을 더 빠르게 죽이고 모든 생명 주기 단계를 제거하는 능력이 있다. 그러나 생물학적 가용능이 낮고, 약물동태학적 속성이 부진하며 비용이 높은 것이 사용 상 주된 단점이다. 약물 그 자체를 단독적으로 사용하는 것은 명백히 세계보건기구에 의해 권장되지 않는데, 그 이유는 말라리아 기생충들이 해당 약물에 저항하도록 발전한다는 증거들이 있기 때문이다. 아르테미시닌 또는 그 파생물을 다른 항말라리아 약물과 결합하는 치료법은 말라리아 치료 시 선호되는 방식으로, 환자에게 효과적인 것으로 간주된다.

## 정의
아르테미시닌과 아르테미시닌의 반합성 파생물들은 열대열원충으로 인한 말라리아에 대항하기 위해 사용되는 약물들을 두루 가리키는 말이다. 아르테미시닌 파생물(아르테미시닌 결합치료, ACT)을 동반하는 치료는 현재 Pfalciparium 말라리아에 대해 전 세계적으로 표준적인 치료로 간주된다. 아르테미시닌은 중의학에서 다루는 약초의 하나인 개똥쑥(Artemisia annua)이라는 식물에서 분리한 것이다. 전구적 혼합물은 유전공학처리된 효모를 사용하여 생성할 수 있으며 이는 식물을 사용하는 것에 비해 훨씬 더 효율적이다.

## 개발 배경
말라리아는 매년 전세계적으로 70만명이 넘는 사람들을 죽음으로 몰고가는 질병으로, 열대 지방에 주로 분포한다. 여러 종류 중 가장 치명적인 것은 열대열원충(Plasmodium falciparum)이라는 미생물에 의한 것으로, 감염된 암컷 모기가 사람을 흡혈하는 과정에서 열대열원충이 혈액으로 들어오면서 사람에게도 감염된다. 베트남 전쟁 당시, 북베트남의 요청으로 중국에서는 말라리아 치료제 개발을 목표로 하는 군사 기밀 프로젝트인 523항목을 시작했다. 이 프로젝트 하에서 투유유는 1969년 1월부터 중국 전통 약 처방 및 의서를 연구해 말라리아 치료제를 연구하는 팀을 이끌었으며, 1981년 베이징에서 개최된 말라리아 관련 세계보건기구(WHO) 방문 연구에서 아르테미시닌을 발표했다. 투유유 팀은 중국 전통 고서에서 2000 개의 처방 등을 조사했고, 그 중 380 종류의 약초 추출물을 쥐에 실험했다. 이중 개똥쑥 추출물이 기생충의 성장을 억제하는 결과를 보였다. 하지만 물을 끓여서 고온으로 추출하는 방식으로는 유효 성분이 제대로 추출되지 않았고, 투유유는 중국의 고대 의서인 주후비급방에서 나온 방식을 응용해 저온에서 에터(Ether)로 추출해 아르테미시닌을 제대로 추출할 수 있었다.

## 구조

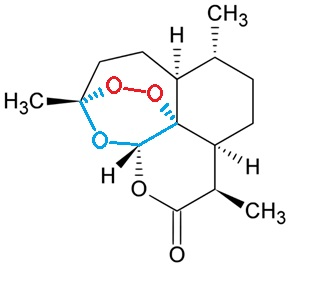
아르테미시닌(파란 색으로 표시된 부분은 트리옥세인 구조이고 빨간 색으로 표시된 부분이 엔도페록시드부분이다.)

아르테미니신의 구조는 오른쪽 그림과 같으며, 하이드록시기와 같은 친수성 작용기가 적어 에터(Ether) 등의 유기 용매에 잘 녹아 추출이 가능하다. 아르테미시닌은 그 자체로 독성이 강해 추출할 때에도 약의 작용과 상관없는 산성 부분을 없앤 뒤 추출하며, 이후 다른 여러 가지 형태로 전환해 독성을 줄인다.
또한, 아르테미시닌은 락톤(lactone) 구조를 갖고 있어 이 부분으로 인해 아르테미시닌의 안정성과 물에 대한 용해성이 떨어진다. 이외에도 아르테미시닌에는 트리옥세인(Trioxane) 구조가 있고, 그 안에 산소 원자 두 개가 일렬로 연결되어 있는 구조인 엔도페록시드(Endoperoxide)가 있다. 이 엔도페록시드 부분이 말라리아 기생충을 없애는 데에 중요한 역할을 한다.

## 아르테미시닌의 작용
- 아르테미시닌의 활성화(Bioactivation of artemisinin)

아르테미시닌은 트리옥세인(Trioxane) 부분의 엔도페록시드(Endoperoxide)가 분해가 되면서 유리기(free radical)이 생긴다. 이 유리기가 기생충을 공격해 항말라리아 작용을 하게 된다. 이때, 아르테미니신의 활성화가 일어나는 원리는 아직 밝혀지지 않았다. 이에 대한 두 가지 가설을 아래와 같다
1. 헴(Heme)에 의한 활성화
2. 철(Fe, 라틴어: ferrum, Iron) 이온에 의한 활성화

말라리아 기생충은 적혈구(Red blood cell)에 기생하면서, 적혈구 속의 헤모글로빈(Hemoglobin)을 분해한다. 기생충은 분해된 헤모글로빈에서 얻은 아미노산(Amino acid)을 자신의 에너지원으로 사용한다. 헴과 철 이온은 헤모글로빈에 풍부하기 때문에 기생충 몸 속에도 헴 분자와 철 이온이 많이 있게 된다. 따라서 두 가설 모두 아르테미시닌이 말라리아 기생충만을 선택적으로 공격할 수 있는 이유에 대한 설명으로 타당하다.
- 아르테미시닌의 공격 대상(target)

아르테미시닌이 말라리아 기생충의 어떤 부분을 공격하는 지에 관한 원리는 아직 밝혀지지 않았으나 유력한 네 가지의 가설이 있다.
1. 헴(Heme)을 알킬화(alkylation)
아르테미시닌이 헴(Heme)을 알킬화해 비정상적인 헴이 기생충 내에 쌓이도록 해 기생충을 죽인다는 가설이다.
2. 헴이 아닌 다른 단백질(protein)을 알킬화(alkylation)
아르테미시닌이 알킬화를 통해 항말라리아 작용을 하는 것은 맞지만, 그 분자가 헴이 아니라 다른 단백질이나 다른 특정 효소(enzyme)라는 주장이다.
3. PfATP6 기능을 저해
PfATP6는 세포 내에서 에너지를 제공하는 아데노신 삼인산(이하, ATP, A0denosine triphosphate)를 분해해 세포의 칼슘 농도를 조절하는 효소이다. 이 주장은 아르테미시닌이 PfATP6를 저해해 기생충이 칼슘 농도 조절을 못해 죽게한다고 한다.
4. 세포막 손상
유기 용매에 잘 녹는 아르테미시닌이 중성지방 사이에 축적되어 기생충의 세포막을 손상시켜서 기생충을 죽인다는 가설이다.

## 부작용
아르테미시닌은 추출 단계와 전환 단계에서 독성을 줄인 유도체로 판매가 되고 있다. 이 유도체들은 기생충에 특이적으로 작용할 것으로 예상되는 메커니즘 때문에 그 부작용이 특히 적어 임산부도 복용이 가능한 것으로 알려져 있다. 그러나 투여량이 높았을 때 신경에 손상을 준 경우가 두 건 보고되었다.

## 아르테미시닌을 이용한 의약품
- 유도체

아르테미시닌 자체는 락톤(lactone) 구조에 의해 분자의 안정성과 물에 대한 용해도가 낮다. 따라서 기본적인 구조는 모두 아르테미시닌과 동일하면서 락톤 구조만을 변형한 유도체를 약으로 사용한다.

- 락톤 부분이 표시된 아르테미시닌

- 디하이드로아르테미시닌(Dihydroartemisinin)

- 아르테메터(Artemether)

- 아르테모틸(Artemotil)

- 아르테서네이트(Artesunate)

- 실제 치료의 적용

아르테미시닌은 효과가 뛰어난 말라리아 치료 성분으로, 세계보건기구(WHO, World Health Organization)에서는 아르테미시닌에 대해 내성을 가지는 기생충이 등장하는 것을 늦추기 위해 아르테미시닌의 단독 사용을 금지하고 있다. 따라서 아르테미니신은 다른 성분과 같이쓰는 치료법(Artemisinin-combination therapies, ACTs)을 사용해 말라리아를 치료한다.

## 같이 보기
- 산토닌
- 생약학